# Hipismo nos Jogos Olímpicos de Verão de 2020
As competições de hipismo nos Jogos Olímpicos de Verão de 2020 em Tóquio foram compostas por seis disciplinas, sendo três individuais e outras três por equipes. Originalmente programados para o período de 25 de julho a 8 de agosto de 2020, os eventos foram adiados em um ano devido à pandemia da COVID-19, sendo remarcados e ocorridos entre 24 de julho e 7 de agosto de 2021.
Todos os eventos foram realizados no Parque Equestre Baji Koen, em Tóquio, com a fase do cross-country do concurso completo de equitação (CCE) ocorrendo no Percurso Sea Forest montado no Central Breakwater.

## Qualificação
As 200 vagas disponíveis ao hipismo foram divididas para cada uma das três disciplinas (75 para os saltos, 65 para o CCE e 60 para o adestramento). As equipes em cada disciplina consistiram em três ginetes e seus cavalos; qualquer Comitê Olímpico Nacional (CON) que qualificou uma equipe (20 equipes para os saltos e 15 para o CCE e adestramento cada) também receberam três lugares para a competição individual daquela disciplina. CONs que não qualificaram equipes puderam conseguir uma vaga individual no adestramento e nos saltos, e até dois individuais no CCE, para um total de 15 vagas nos saltos e no adestramento e 20 no CCE. As equipes foram qualificadas através de competições específicas (Jogos Equestres Mundiais e eventos continentais), enquanto as vagas individuais foram atribuídas pelo ranking da Federação Equestre Internacional (FEI). Como país sede, o Japão qualificou automaticamente uma equipe para cada modalidade.

## Calendário
As competições de hipismo foram realizados ao longo de doze dias, iniciando com as preliminares do adestramento individual e por equipes (Grand Prix) em 24 de julho de 2021 e finalizando com a final por equipes dos saltos em 7 de agosto.
| P | Preliminares | F | Final |

| DataEvento               | 24 jul | 25 jul | 26 jul | 27 jul | 28 jul | 29 jul | 30 jul | 31 jul | 1 ago | 2 ago | 3 ago | 4 ago | 5 ago | 6 ago | 7 ago |
| ------------------------ | ------ | ------ | ------ | ------ | ------ | ------ | ------ | ------ | ----- | ----- | ----- | ----- | ----- | ----- | ----- |
| Adestramento individual  | P      | P      |        |        | F      |        |        |        |       |       |       |       |       |       |       |
| Adestramento por equipes | P      | P      |        | F      |        |        |        |        |       |       |       |       |       |       |       |
| CCE individual           |        |        |        |        |        |        | P      | P      | P     | F     |       |       |       |       |       |
| CCE por equipes          |        |        |        |        |        |        | P      | P      | P     | F     |       |       |       |       |       |
| Saltos individual        |        |        |        |        |        |        |        |        |       |       | P     | F     |       |       |       |
| Saltos por equipes       |        |        |        |        |        |        |        |        |       |       |       |       |       | P     | F     |

## Nações participantes
Ao todo, 49 CONs tiveram atletas qualificados em ao menos um evento. Estônia, Israel, Letônia, Luxemburgo, Singapura e Sri Lanka fizeram a estreia olímpica no hipismo. Entre parênteses encontra-se representada a quantidade de atletas.
- RSA África do Sul (2)
- GER Alemanha (9)
- ARG Argentina (3)
- AUS Austrália (9)
- AUT Áustria (5)
- BEL Bélgica (7)
- BER Bermudas (1)
- BLR Bielorrússia (2)
- BRA Brasil (7)
- CAN Canadá (6)
- CHI Chile (2)
- CHN China (6)
- COL Colômbia (1)
- KOR Coreia do Sul (1)
- DEN Dinamarca (5)
- EGY Egito (3)
- ECU Equador (1)
- ESP Espanha (5)
- EST Estônia (1)
- USA Estados Unidos (9)
- FIN Finlândia (1)
- FRA França (9)
- GBR Grã-Bretanha (9)
- HKG Hong Kong (1)
- IND Índia (1)
- IRL Irlanda (7)
- ISR Israel (3)
- ITA Itália (5)
- JPN Japão (9)
- JOR Jordânia (1)
- LAT Letônia (1)
- LUX Luxemburgo (1)
- MEX México (4)
- MAR Marrocos (4)
- NED Países Baixos (8)
- NZL Nova Zelândia (6)
- NOR Noruega (1)
- POL Polônia (3)
- PUR Porto Rico (1)
- POR Portugal (4)
- CZE República Checa (5)
- DOM República Dominicana (2)
- ROC ROC (5)
- SGP Singapura (1)
- SRI Sri Lanka (1)
- SWE Suécia (9)
- SUI Suíça (7)
- SYR Síria (1)
- TPE Taipé Chinês (1)
- THA Tailândia (3)
- UKR Ucrânia (2)

## Árbitros
A seleção de árbitros foi designada conforme o seguinte:
Adestramento
- GER Katrina Wüst (presidente do júri de solo)
- GBR Andrew Gardner (membro do júri de solo)
- NED Francis Verbeek-van Rooij (membro do júri de solo)
- DEN Hans-Christian Matthiesen (membro do júri de solo)
- USA Janet Foy (membro do júri de solo)
- AUS Susie Hoevenaars (membro do júri de solo)
- SWE Magnus Ringmark (membro do júri de solo)
- AUS Mary Seefried (delegado técnico)
- GBR David Hunt (painel de supervisão dos juízes)
- USA Lilo Fore (painel de supervisão dos juízes)
- MEX Maribel Alonso de Quinzanos (painel de supervisão dos juízes)

CCE
- GBR Nick Burton (presidente do júri de solo)
- SWE Kicki Klingspor (membro do júri de solo)
- USA Jane Hamlin (membro do júri de solo)
- USA Derek Di Grazia (desenhista da pista)
- GBR Philip Surl (delegado técnico)

Saltos
- NOR Carsten Soerlie (presidente do júri de solo)
- JPN Kazuya Hirayama (membro do júri de solo)
- CAN Kim Morrison (membro do júri de solo)
- GER Joachim Geilfus (membro do júri de solo)
- ESP Santiago Varela (desenhista da pista)
- NED Louis Koninckx (delegado técnico)

## Medalhistas
| Adestramento individual detalhes  | Jessica von Bredow-Werndl (TSF Dalera) GER Alemanha                                                                | Isabell Werth (Bella Rose 2) GER Alemanha                                                                            | Charlotte Dujardin (Gio) GBR Grã-Bretanha                                                                     |  |  |  |
| Adestramento por equipes detalhes | Dorothee Schneider (Showtime FRH) Isabell Werth (Bella Rose 2) Jessica von Bredow-Werndl (TSF Dalera) GER Alemanha | Adrienne Lyle (Salvino) Steffen Peters (Suppenkasper) Sabine Schut-Kery (Sanceo) USA Estados Unidos                  | Carl Hester (En Vogue) Charlotte Fry (Everdale) Charlotte Dujardin (Gio) GBR Grã-Bretanha                     |  |  |  |
|                                   | | | |  |  |  |
| CCE individual detalhes           | Julia Krajewski (Amande de B'Neville) GER Alemanha                                                                 | Tom McEwen (Toledo de Kerser) GBR Grã-Bretanha                                                                       | Andrew Hoy (Vassily de Lassos) AUS Austrália                                                                  |  |  |  |
| CCE por equipes detalhes          | Laura Collett (London 52) Tom McEwen (Toledo de Kerser) Oliver Townend (Ballaghmore Class) GBR Grã-Bretanha        | Kevin McNab (Don Quidam) Andrew Hoy (Vassily de Lassos) Shane Rose (Virgil) AUS Austrália                            | Nicolas Touzaint (Absolut Gold) Karim Laghouag (Triton Fontaine) Christopher Six (Totem de Brecey) FRA França |  |  |  |
|                                   | | | |  |  |  |
| Saltos individual detalhes        | Ben Maher (Explosion W) GBR Grã-Bretanha                                                                           | Peder Fredricson (All In) SWE Suécia                                                                                 | Maikel van der Vleuten (Beauville Z) NED Países Baixos                                                        |  |  |  |
| Saltos por equipes detalhes       | Henrik von Eckermann (King Edward) Malin Baryard-Johnsson (Indiana) Peder Fredricson (All In) SWE Suécia           | Laura Kraut (Baloutinue) Jessica Springsteen (Don Juan van de Donkhoeve) McLain Ward (Contagious) USA Estados Unidos | Pieter Devos (Claire Z) Jérôme Guery (Quel Homme de Hus) Grégory Wathelet (Nevados S) BEL Bélgica             |  |  |  |

## Quadro de medalhas
| Ordem | País               | Medalha de ouro | Medalha de prata | Medalha de bronze |    | Ordem por total |
| ----- | ------------------ | --------------- | ---------------- | ----------------- | -- | --------------- |
| 1     | GER Alemanha       | 3               | 1                |                   | 4  | 2               |
| 2     | GBR Grã-Bretanha   | 2               | 1                | 2                 | 5  | 1               |
| 3     | SWE Suécia         | 1               | 1                |                   | 2  | 3               |
| 4     | USA Estados Unidos |                 | 2                |                   | 2  | 3               |
| 5     | AUS Austrália      |                 | 1                | 1                 | 2  | 3               |
| 6     | BEL Bélgica        |                 |                  | 1                 | 1  | 6               |
|       | FRA França         |                 |                  | 1                 | 1  | 6               |
|       | NED Países Baixos  |                 |                  | 1                 | 1  | 6               |
| TOTAL | TOTAL              | 6               | 6                | 6                 | 18 | —               |

## Controvérsias
Após uma treinadora cometer um caso de violência contra animais, dando um soco em um cavalo durante as disputas do pentatlo moderno e o caso de um cavalo ter sido sacrificado depois de uma lesão "irreparável' em sua pata direita, abriu-se um debate mundial acerca da ética quanto a realização de provas equestres. Inclusive, uma organização não governamental denominada PETA (Pessoas pelo Tratamento Ético de Animais, em sua sigla em inglês), encaminhou uma carta ao Comitê Olímpico Internacional requisitando a retirada dos esportes envolvendo animais nos Jogos Olímpicos (hipismo e pentatlo moderno). Os dois esportes, no entanto, foram mantidos no programa dos Jogos Olímpicos de 2024, em Paris.